# Jitzchak Arama
Jitzchak ben Moses Arama (geb. 1420 in Zamora, Spanien; gest. 1494 in Neapel) war ein jüdischer Gelehrter und Philosoph in Spanien, berühmt vor allem als Pentateuch-Kommentator. 

## Leben
Jitzchak Arama wuchs in Spanien auf und lebte dort den größten Tel seines Lebens Nach der Vertreibung dortiger Juden 1492 ließ er sich in Neapel nieder.

## Weke (Auswahl)
- Aqedat Yitsḥaq